# シャドウタワー
『シャドウタワー』(SHADOW TOWER)は、フロム・ソフトウェアがPlayStation向けに発売した主観視点アクションRPG。

## 概要
キングスフィールドシリーズで知られるフロム・ソフトウェアが、似たインターフェイスで制作したゲームソフト。その内容はインターフェイスこそキングスフィールドと酷似していたが、システム周辺が異なる。
数々の制約やゲームデザイン、実質的にレベル上げが行えないゲームシステムで、元々難易度が高いという認識があったキングスフィールドシリーズを上回っているという印象からか、クリアを断念するプレイヤーも多かった。しかし、その洗練されたギリギリのゲームバランスに魅せられ、ファンとなったプレイヤーも多い。
一概にキングスフィールドより難易度が高いとは言えないが、全てが有限であるため緻密な戦略性が必要になり、そのハードルは高いと言える。
難易度の高さ、突き放したゲームデザイン、BGMが無く効果音だけのサウンドなど、その硬派な内容は同社のソフトの中でも抜きん出ている。
本作は続編として『シャドウタワー アビス』もPlayStation 2にて発売されている。

## ストーリー
はるか昔、大いなる闇がイクリプス王国を襲い、国王ルード一世が治めるゼプター城も、痕跡残らず消え去った。大いなる闇は封印され、ゼプターの前に再び平和が訪れたかに見えた。しかし闇は再び訪れ、町の中の人々の魂は塔に封じ込められた。変わり果てたゼプターで、主人公はある老人から人々の魂の救済を依頼される。
崩壊した塔、シャドウタワーの階層は地上から地下に向かって続いており、内部には、クリーチャーと呼ばれる魔物があちこちに群れ集まっている。魔物は人々の魂を取り込んでおり、倒すことによって人々の魂を解放することができる。塔の内部は上から人間界、地属界、火炎界、水妖界、幻魔界、奇獣界、邪死界となっていて、階下に進むほど強い敵になる。プレイヤーは塔の奥深くに眠る単眼の王冠を見つけるために、険しい道のりを進んで行く。地図もなく、古びた剣を手に単身塔に乗り込んだ主人公は、生きて帰ることができるのだろうか…。

## 舞台
各世界は2～6のマップに分けられ、それぞれが特徴のあるつくりになっている。マップ間の移動には扉や階段以外に、隠し扉を発見したり、落とし穴に飛び降りる必要があり、かなり入り組んだ構造になっている。
人間界
シャドウタワーの最上層であり、魔界の入り口となる世界。すでに魔界からあふれ出た魔物が巣食っている。
地属界
「地属」と呼ばれる魔物たちが巣食う世界。魔界でもっとも浅い世界だが、人間界にあふれた魔物より格段に強い魔物が徘徊している。
火炎界
非常に好戦的で強力な「火族」と呼ばれる魔物たちが支配する世界。灼熱の炎の中の世界であり、苛烈な温度の中を進むことになる。
水妖界
酸の海の中で生きる「水妖」と呼ばれる魔物たちが棲む世界。濃度の高い酸に覆われた世界で、うかつに踏み込む者は、酸で溶けてしまう。
幻魔界
魔界の中でも個性豊かな姿と能力を持つ「幻魔」と呼ばれる魔物が存在する世界。非常に整然とした世界であるが、同時に構造も非常に独創的。
危獣界
「獣(けもの)」と呼ばれる魔物が暴れ回る世界。秩序といったものが見受けられない。魔界の中で比較的狭い世界だが、危険への遭遇率が高い。
邪死界
すべてが闇に包まれた魔界最下層「骸(むくろ)」「識(しき)」と呼ばれるものたちが支配する世界。魔界の理のすべてを培うものがあるという。

## 成長システム
本作はRPGながらレベルという概念が無い。その代わりモンスター毎に上昇するステータスが設定されており、モンスターを倒した際に、それが少しずつプレイヤーに蓄積される仕組みになっている。また、ステータスにポイントを割り当てるアイテムなども存在し、それらによってプレイヤーを強化していく。
しかし、アイテム並びにモンスター数も固定なため、実質的にレベル上げと呼ばれるような行動は不可能であり、プレイヤーはいかに有限の敵を探し出して駆逐し、数限られた強化アイテムを使用するかという選択を常に迫られる。

## アイテム
全てのアイテムは有限（アイテムは購入可能だが、購入するための対価であるクーンが有限）なため、回復アイテム1つ取っても使いどころが問われる。
武器や防具などの装備品には耐久度があり、耐久度が0になった装備は使うことができない。耐久度はHPと引き換えに修繕が可能だが、回復アイテムが有限である以上HPも有限であり、その取捨選択も重要。装備品は回復アイテムと交換することができるが、逆は不可能。
ただし、武具にはHP自動回復効果を持つものや、HP吸収効果を持つものなどもあるので、それらを手に入れることでアイテムの消費無しに回復は可能。しかし自動回復では最大HPの半分までしか回復は行われない。また自動回復にはかなり時間を要するが、自動回復効果は重複するため、武具を複数装備することで回復を早めることもできる。
ダンジョン内で戦った敵は、すべてクリーチャーブックという図鑑に記録されるため、特徴や弱点の確認が可能。